# Geevarghese Mor Barnabas
Geevarghese Mor Barnabas (ur. 23 maja 1953 w Karikulam) – duchowny Malankarskiego Syryjskiego Kościoła Ortodoksyjnego, będącego częścią Syryjskiego Kościoła Ortodoksyjnego, od 2013 biskup pomocniczy Niranam.

## Biografia
Święcenia kapłańskie przyjął w 1982 r. 1 lutego 2010 r. został wyświęcony na biskupa.